# نساء للشتاء
نساء للشتاء هو فيلم كوميديا درامية سوري-مصري-لبناني صدر سنة 1974، أخرجه سمير الغصيني وكتب حوارَه وقصّته محسن سمراني. ترأس إبراهيم شامات طاقم التصوير السينمائي وشارك في الفيلم العديد من الممثلين المصريين والسوريين واللبنانيين كنيللي في دور (سهير) ومحمد جمال في دور (نبيل)، رفيق سبيعي بدور (أبو صياح) إضافة إلى محمود جبر بدور (محمود) وعدّة ممثلين آخرين.

## القصة
يقرّر أبو صِياح السفر إلى بيروت من أجل البحث عن فرصة للتجارة، ويلتقي هناك مع فريق عمل فيلم سينمائي فيقع في غرام إحدى ممثلات الطاقم (سهير) التي تطمع أن تكون بطلة الفيلم مما يدفعه إلى إنتاج الفيلم تحقيقاً لرغبة حبيبته رغم افتقاره لأيّ خبرة بهذا الصنف من العمل فتنتبه الفتاة إلى نواياه الطيبة وتطلب منه التوقف عن مخططاته الوهمية والعودة إلى أسرته.

## طاقم التمثيل
- نيللي في دور سهير
- محمد جمال في دور نبيل
- محمود جبر في دور محمود
- نبيلة النابلسي في دور بدرية (ميمي)
- ماجد أفيوني في دور الدكتور
- رفيق السبيعي في دور أبو صياح
- صالح الحايك
- سوزى خيري
- محمد خير حلواني
- أبو فهمي
- هدى شعراوي[5]

## روابط خارجية
- نساء للشتاء على موقع قاعدة بيانات الأفلام العربية
- نساء للشتاء على موقع قاعدة بيانات الفيلم (الإنجليزية)
- نساء للشتاء على موقع ليتربوكسد (الإنجليزية)